# Wysokie Pierwsze
Wysokie Pierwsze – wieś w Polsce położona w województwie lubelskim, w powiecie zamojskim, w gminie Skierbieszów.
W latach 1975–1998 miejscowość administracyjnie należała do województwa zamojskiego.
Wieś jest sołectwem w gminie Skierbieszów. Według Narodowego Spisu Powszechnego z roku 2011 wieś liczyła  mieszkańców.
Wierni Kościoła rzymskokatolickiego należą do parafii Wniebowzięcia Najświętszej Maryi Panny w Skierbieszowie.

## Historia
W wieku XIX Wysokie wieś z folwarkiem w ówczesnym powiecie zamojskim gminie i parafii Skierbieszów. Spis z roku 1827 wykazał we wsi prywatnej Wysokie w powiecie krasnostawskim 16 domów i 109 mieszkańców. W roku 1895 we wsi były 3 domy dworskie 7 włościańskich zamieszkałych przez 90 mieszkańców katolików i 40 prawosławnych. Z dominium Wysokie wydzielono w drugiej połowie XIX wieku folwark Podwysokie obecnie wieś Podwysokie. Według noty słownika część wsi nazywanej wówczas Wysokie Hajownickie (nota słownika tom XII str. 736) nadana była jako uposażenie kościołowi w Uchaniach.